# 田尻生五

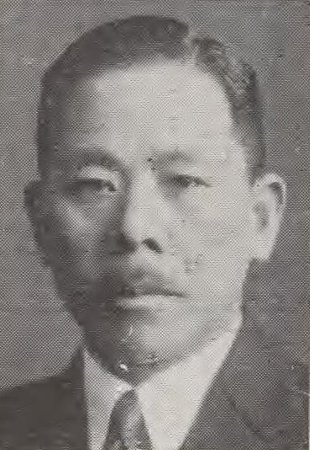
田尻生五

田尻 生五（たじり せいご、1887年（明治20年）7月5日 - 1944年（昭和19年）7月21日）は、日本の衆議院議員（立憲政友会）、鉄道政務次官。商工官僚。

## 経歴
福岡県山門郡大和村（現在の柳川市）出身。旧制一高を経て、1914年（大正3年）に東京帝国大学法科大学政治科を卒業し、同年に高等文官試験に合格した。1916年（大正5年）、朝鮮総督府試補となり、事務官、全羅北道財務部長を歴任した。1921年（大正10年）、官営八幡製鉄所に転じ、参事、労務部長、理事を歴任した。
1932年（昭和7年）、第18回衆議院議員総選挙に出馬し、当選。第19回、第20回でも再選を果たした。その間、第1次近衛内閣で鉄道政務次官を務めた。
1939年（昭和14年）、官営製鉄所の後身である日本製鐵の取締役となった。翌年には議員を辞して、日本製鐵広畑製鐵所所長に就任した。1943年（昭和18年）からは北支那製鉄株式会社社長を務めた。

## 親族
- 西山茂 - 姉の夫。唐津市長。
- 佐々部晩穂－実弟。松坂屋（現J.フロント リテイリング・大丸松坂屋百貨店）・東海銀行・中部日本放送（CBC）の各会長を歴任後、晩年は名古屋商工会議所会頭を務めた。
- 川越秀治-甥。元大同メタル工業専務（創業家）